# Reinhard Tarrach

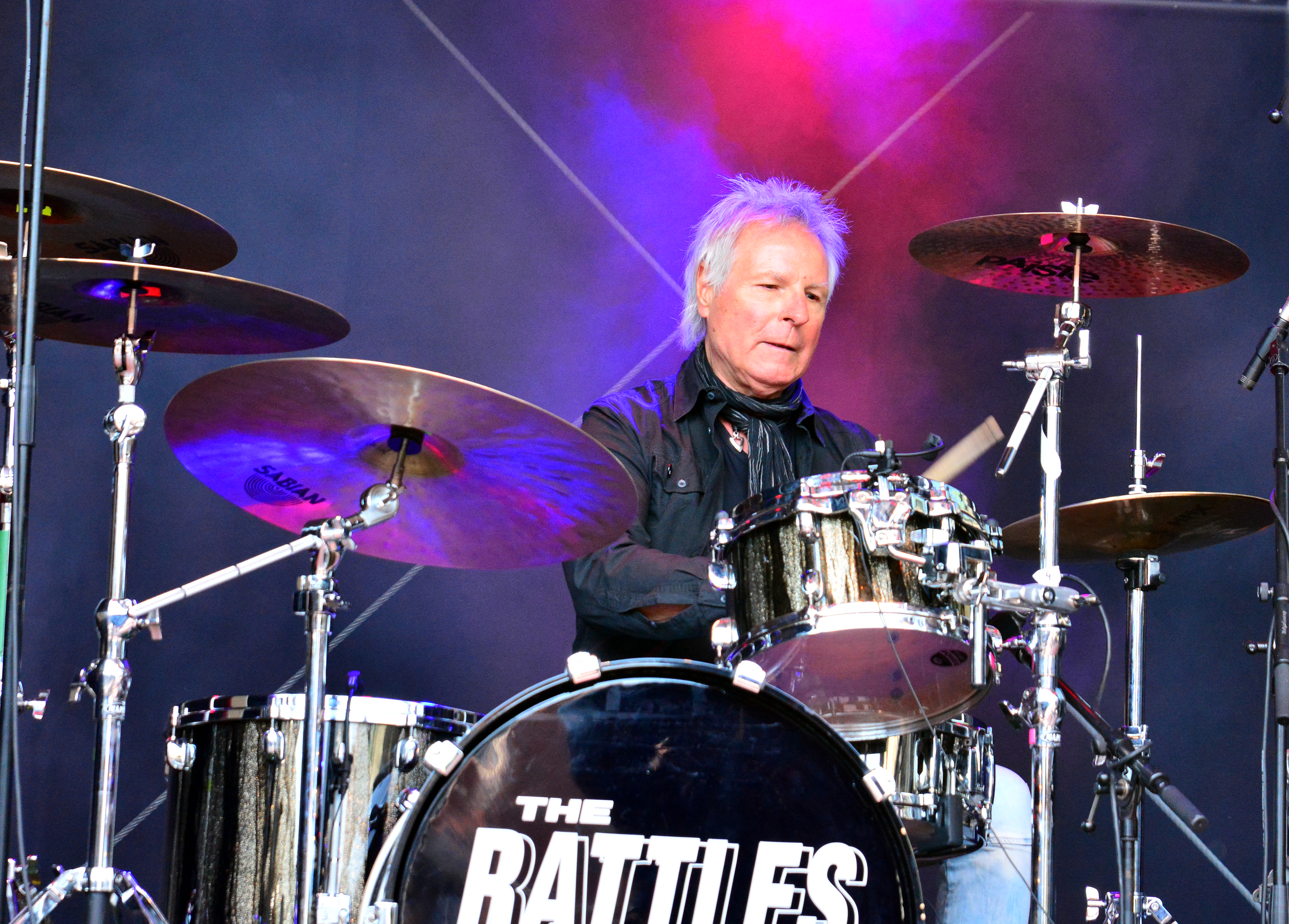
„Dicky“ Tarrach beim Holsten Brauereifest 2015

Reinhard „Dicky“ Tarrach (* 21. September 1944 in Hamburg) ist ein deutscher Schlagzeuger und Synthesizerspieler.

## Biografie
Nach dem Willen seiner Eltern sollte Tarrach eine Beamtenlaufbahn einschlagen. Er entschied sich jedoch für einen künstlerischen Lebensweg. 1963 heuerte er als Schlagzeuger der Beatband The Rattles an, die besonders in Deutschland sehr erfolgreich war und diverse Hits hatte. Mit dieser Gruppe, zu der auch Achim Reichel gehörte, begleitete er u. a. The Beatles auf ihrer legendären Bravo-Beatles-Blitztournee. 1968 verließen Reichel und er die Band und gründeten eine Gruppe namens Wonderland, mit der sie kurze Zeit später zwei Hitsingles, Moscow und Boomerang, verbuchen konnten.
1972 gehörte Tarrach zu den Gründungsmitgliedern der Hamburger Band Randy Pie, die mit dem Lied Highway Driver überregionale Aufmerksamkeit bekam. 1977 folgte der Wechsel zu Rudolf Rock & die Schocker, deren Mitglied er blieb, bis er 1981, gemeinsam mit den Studiomusikern Michael Cretu, Manfred „Tissy“ Thiers  und Nils Tuxen, das Synthie-Pop-Projekt Moti Special ins Leben rief. Erst 1985 hatten die Musiker mit Cold Days, Hot Nights und Don’t Be so Shy zwei Top-10-Hits in Deutschland und der Schweiz.
Nebenbei trat Tarrach erstmals als Solist in Erscheinung und veröffentlichte den Titel Sioux (Indian Hymn) als Dicky Tarrach. Thomas Gottschalk setzte das Synthesizer-Instrumentalstück als Wettermusik in seiner B3-Radioshow ein und machte es so bekannt. Das nächste Studioprojekt, in dem ein Synthesizer für den Sound verantwortlich war, hieß Taracco (später Tarracco). Das bekannteste Stück war Sultana, eine Coverversion des gleichnamigen Hits der Hard-Rock-Band Titanic. Peter Illmann verwendete das Lied als Titelmusik seiner ZDF-Sendungen P. I. T. – Peter-Illmann-Treff und Peters Pop Show.
Als Schlagzeuger war Tarrach z. B. 1981 an den Aufnahmen für Arabesques Longplayer Arabesque V/VI und 1983 an Peter Schillings Album Fehler im System und der englischen Version Error in the System beteiligt. 1988 kehrte Tarrach zu den Rattles zurück, mit denen er noch heute auftritt. 1990 belebte er mit Nils Tuxen und zwei neuen Musikern, Anders Mossberg und Frank Ardahl, das Projekt Moti Special neu. Erfolg blieb allerdings aus.

## Diskografie

### Alben
- 1986: Big Bang (als Tarracco)

### Singles
als Dicky Tarrach
- 1983: Sioux (Indian Hymn)

als Tarracco
- 1984: Sultana
- 1985: Voodoo Night
- 1985: Whiplash
- 1986: Best of Both Worlds
- 1988: Sam Booker